# Rezső Crettier
Rezső Xavier Ferencz Lipot Sándor Crettier (ur. 15 listopada 1878 w Budapeszcie, zm. 8 marca 1945 tamże) – węgierski lekkoatleta, olimpijczyk.
Uczestnik Letnich Igrzysk Olimpijskich 1900. Zajął 4. miejsce w konkursie pchnięcia kulą (12,07 m) i 5. miejsce w rzucie dyskiem (33,65 m). Poza tym zwyciężył zawody pchnięcia kulą z handicapem, które nie były konkurencją wliczoną do klasyfikacji medalowej igrzysk.
W latach 1899–1901 mistrz kraju w pchnięciu kulą. Był czterokrotnym rekordzistą Węgier w pchnięciu kulą, dwukrotnym w rzucie dyskiem i jednokrotnym w rzucie oszczepem.
Rekordy życiowe: pchnięcie kulą – 12,62 m (1902), rzut dyskiem – 34,28 m (1900).